# Basic Income Earth Network
A Basic Income Earth Network (BIEN), em português Rede Mundial da Renda Básica, é um grupo organizado por ativistas e acadêmicos interessados na universalidade da renda básica de cidadania, um rendimento que garanta condições mínimas de subsistência não atrelado à remuneração de um trabalho. A rede realiza encontros a cada dois anos para a troca de informações sobre o tema, através da divulgação de estudos.

## História
No final de 1983, Paul-Marie Boulanger, Philippe Defeyt e Philippe Van Parijs tiveram a ideia de criar um grupo para discutir as implicações da criação do que futuramente seria conhecido como alocação universal, ou renda mínima. O grupo, à época, ficou conhecido como Collectif Charles Fourier. Em abril de 1985, sua principal produção foi uma edição especial da revista mensal La Revue nouvelle. 
O Collectif Charles Fourier decide então organizar um encontro para o qual seriam convidados pessoas que, como foi descoberto posteriormente, também pensaram sobre a ideia de uma renda mínima incondicional. Em setembro de 1986, com sessenta participantes convidados, ocorre em Louvain-la-Neuve a primeira conferência internacional sobre a renda básica.
No final da conferência, foi expresso por diversos participantes o desejo de que fosse criada uma associação mais permanente, com o objetivo de publicar ensaios e organizar encontros regulares. O nome Basic Income European Network, em português Rede Europeia da Renda Básica, proposto por Guy Standing ganhou então a aprovação dos presentes devido ao seu acrônimo formado: BIEN.
Em 2004, após o congresso realizado em Barcelona, o grupo aumentou seu escopo trocando o European por Earth, e todos os membros do antigo Basic Income European Network, alguns não-europeus inclusive, foram incluídos automaticamente como membros da Basic Income Earth Network.